# 幾何学賞
幾何学賞（きかがくしよう）は、日本数学会幾何学分科会が授与している賞。1987年に創設された。
広い意味での幾何学（微分幾何、トポロジー、代数幾何など）において目覚しい業績をあげた人物、または長年にわたり幾何学に貢献した人物に贈られる。毎年2件以内。共同研究も受賞業績に含まれる。

## 受賞者の一覧
- 1987年

河内明夫：結び目理論及び低次元多様体論における研究業績
小林昭七：微分幾何学の広い分野にわたる数多くの重要な研究業績、及び幾多の著書により後進へのよき指針を与えたこと
- 1988年

藤本坦孝：極小曲面のガウス写像の除外値に関する永年の予想の完全な解決
- 1989年

深谷賢治：リーマン多様体の崩壊理論とその応用に関する業績
武藤義夫：半世紀を越える幾何学研究において先駆的な成果を数々挙げ現在もなお活発に研究を続けていること
- 1990年

二木昭人：ケーラー・アインシュタイン計量の存在に関する二木不変量の発見
- 1991年

竹内勝：多年にわたる対称空間に関する一連の研究業績
坪井俊：{\displaystyle C^{1}} 級葉層構造に関する独創的な研究業績
- 1992年

小磯憲史：アインシュタイン計量の変形理論に関する研究業績
藤木明：ケーラー多様体のモジュライ空間に関する研究業績
- 1993年

吉田朋好：低次元多様体と大域解析学に関する研究業績
- 1994年

小林亮一：開代数多様体上のアインシュタイン・ケーラー計量に関する研究業績
長野正：対称空間論の幾何学的構築をはじめとする微分幾何学の広い分野にわたる多くの研究業績
- 1995年

梅原雅顕・山田光太郎：3次元双曲型空間内の平均曲率１の曲面の幾何に関する一連の研究
- 1996年

大森英樹：無限次元リー群論の構築に関わる一連の業績
- 1997年

中島啓：代数曲面のヒルベルトスキームによるハイゼンベルグ代数の表現の構成
板東重稔：解析的手法による複素微分幾何学における研究業績
- 1998年

大槻知忠：3次元多様体の有限型不変量に関する研究業績
金井雅彦：離散群作用の剛性に関する研究業績
- 1999年

小野薫：シンプレクティック幾何学における一連の研究、特にアーノルド予想の解決
山口孝男：リーマン多様体の収束・崩壊現象に関する一連の研究
- 2000年

大沢健夫：{\displaystyle L^{2}} 評価とその幾何学への応用
小島定吉：3次元双曲幾何学に関する一連の研究業績
- 2001年

宮岡礼子：デュパン超曲面および極小曲面に関する研究業績
- 2002年

清原一吉：可積分測地流の大域的研究と {\displaystyle C_{l}} 計量の具体的構成
辻元：複素代数幾何学における特異エルミート計量の構成と応用
- 2003年

平地健吾：強擬凸領域のベルグマン核の不変式論に関する研究業績
松元重則：力学系理論と葉層構造論の接点における数々の研究業績
- 2004年

鎌田聖一：2次元ブレイドおよび4次元結び目理論の基礎の構築
納谷信：実および複素双曲空間の理想境界における不変計量の構成
- 2005年

後藤竜司：特殊ホロノミーをもつ幾何に対する統一的理論の構成
藤原耕二：幾何学的群論に関する研究業績
- 2006年

塩谷隆：アレクサンドロフ空間に関する一連の研究業績
満渕俊樹：多様体モデュライに対する小林・ヒッチン対応の汎関数的手法による研究
- 2007年

森田茂之：写像類群を巡る一連の位相幾何学的研究
吉川謙一：解析的トーションとモジュラス空間上の保型形式に関する研究
- 2008年

葉廣和夫：クラスパーに沿った絡み目と3次元多様体の手術の研究
- 2009年

木田良才：写像類群の測度同値剛性定理の証明
本田公：接触トポロジーの研究
- 2010年

芥川和雄：山辺不変量の研究
本多宣博：自己双対多様体のツイスター空間の研究
- 2011年

太田慎一：フィンスラー多様体の幾何解析
齋藤恭司：周期積分の理論の現代化の実現
- 2012年

大鹿健一：Bers-Sullivan-Thurstonの稠密性予想の解決
戸田幸伸：導来圏の安定性条件と Donaldson-Thomas 不変量の研究
- 2013年

河野俊丈：幾何学的量子表現に関する一連の研究
山ノ井克俊：Gol'dberg-Mues予想の解決
- 2014年

倉西正武：カルタン-倉西理論，CR幾何，倉西族等に代表される単なる幾何学の枠組みを超えた多年にわたる輝かしい研究業績
- 2015年

入谷寛：量子コホモロジーの研究
佐伯修：安定写像と多様体のトポロジーの研究
- 2016年

相馬輝彦：3次元多様体論に関する一連の研究業績
高山茂晴：一般型代数多様体の多重標準写像の双有理性に関する代数幾何的研究
- 2017年

小林治：微分幾何学における数々の先見性に富む業績
作間誠：結び目理論と双曲幾何学に関する一連の研究
- 2018年

尾高悠志：K-安定性とモデュライ理論の研究
本多正平：リーマン多様体の収束の幾何解析的研究
- 2019年

入江慶：接触・シンプレクティックトポロジーとストリングトポロジーの研究
塚本真輝：力学系における平均次元の研究
- 2020年

枡田幹也：変換群論、特にトーリックトポロジーの研究
- 2021年

河澄響矢・久野雄介：Lie 代数の手法による曲面の写像類群の研究
村上順：結び目と３次元多様体の量子位相不変量に関する一連の研究
- 2022年

入江博・柴田将敬：3次元対称凸体のMahler予想の解決
桑垣樹：シンプレクティック幾何学と層の超局所解析の研究
- 2023年

藤田健人：Fano多様体のK安定性の双有理幾何学的手法による研究
- 2024年

今野北斗：ゲージ理論の展開と4次元幾何学への応用
細野忍：ミラー対称性と周期積分の研究

## 日本数学会関連の賞
- 春季賞
- 秋季賞
- 代数学賞
- 解析学賞
- 建部賞